# François Auguste Ortmans
François Auguste Ortmans, né à Paris le 2 février 1826 et mort dans la même ville le 24 novembre 1884, est un peintre paysagiste français.

## Biographie
François Auguste Ortmans fait partie des paysagistes pour lesquels la forêt de Fontainebleau a été une source d’inspiration primordiale. Installé à Fontainebleau sous le Second Empire, Ortmans fait le lien entre les écoles de peinture du nord de l’Europe et l'École de Barbizon. Le musée départemental de l'École de Barbizon lui a d'ailleurs consacré une exposition en 2009. Un premier ouvrage monographique a été publié à cette occasion.
Élève du paysagiste Jacob Jacobs (Anvers 1812-Anvers 1879) à l'Académie royale des beaux-arts d'Anvers en 1843-1844, il fréquente également l'atelier du peintre animalier Eugène Verboeckhoven (Warneton 1798-Schaerbeek 1881) avec lequel il signe plusieurs œuvres, notamment une œuvre exposée en 1848 à l'Exposition générale des Beaux-Arts de Bruxelles : Site des environs de Fauquemont (Valkenburg), près de Maastricht, avec des figures de E. Verboeckhoven. Il se lie également avec le peintre Willem Roelofs (Amsterdam 1822-Berchem 1897) peintre hollandais alors établi à Bruxelles.
En 1849, il fait un premier séjour à en forêt de Fontainebleau avant de s'installer à Hambourg où il séjourne jusqu'en 1852. Il fréquente alors les peintres Adolph Vollmer (Hambourg 1806-Friedrichsberg 1875), Georg Haeselich (de) (Hambourg 1806-Hambourg 1894) et son cousin Marcus Haeselich (de) (Hambourg 1807-Hambourg 1856) ou encore William Bottomley (de) (Hambourg 1816-Schleswig 1900).
En 1852, il s'installe à Paris avant de rejoindre Fontainebleau en 1854. Il fréquente alors les peintres de Barbizon, dont Théodore Rousseau, Rosa Bonheur, Alexandre-Gabriel Decamps...
Sous le Second Empire, il reçoit plusieurs commandes de l'État.
Il voyage en Suisse, dans le Périgord, en Normandie...
Il expose à Paris, au Salon en 1850 et régulièrement de 1857 à 1884, mais aussi à Bordeaux, Lyon, Rouen. Il reste fidèle à la Belgique en exposant régulièrement à Anvers, Bruxelles, Gand et envoie parfois ses œuvres à Londres (1869), New York (1853), Cincinnati (1875), ou encore New Haven (1870 et 1871)...

## Œuvres

### Dessins, aquarelles
- 1850 : Trois chênes, encre noir, Gray (Haute-Saône), musée Baron-Martin.

### Peintures
- 1873 :  Les sables du parquet aux lapins , hst, SDbg, situé près des Gorges d'Apremont, en Forêt de Fontainebleau, dim; 80,5 x 130cm, tableau présenté au Salon de 1874 (vente Deburaux, le 3 juin 2007, lot n°101, p.51 du catalogue : L'école de Barbizon)

## Salons
- 1874 : Le Salon :  Les sables du parquet aux lapins -

## Collections publiques
Ses œuvres sont conservées au :
- musée d'Orsay à Paris : Un cerf, Approche d'un orage dans la forêt de Fontainebleau, * Château de Compiègne : ensemble de quatre panneaux décoratifs : Gibier et attributs de chasse d'après François Desportes, Canard et perdrix, Lièvre et perdrix, Chiens et attributs de chasse -
- musée départemental de l'École de Barbizon à Barbizon : Sous-bois en forêt de Fontainebleau, huile sur toile, h.58cm ; l. 72cm
- musée de la Princerie de Verdun : Souvenir des environs de Rouen, effet de soir -
- musée des beaux-arts de Bordeaux : Troupeau en marche -
- Kunsthalle de Hambourg : Landes avec moutons, 1852,huile sur panneau, h.25,6cm ; l. 33cm, inv. n° 1179 ; Landes avec des vaches, 1852,huile sur panneau, h. 22,2cm ; l. 32cm, inv. n° 1178